# Willem Jan d'Ablaing van Giessenburg

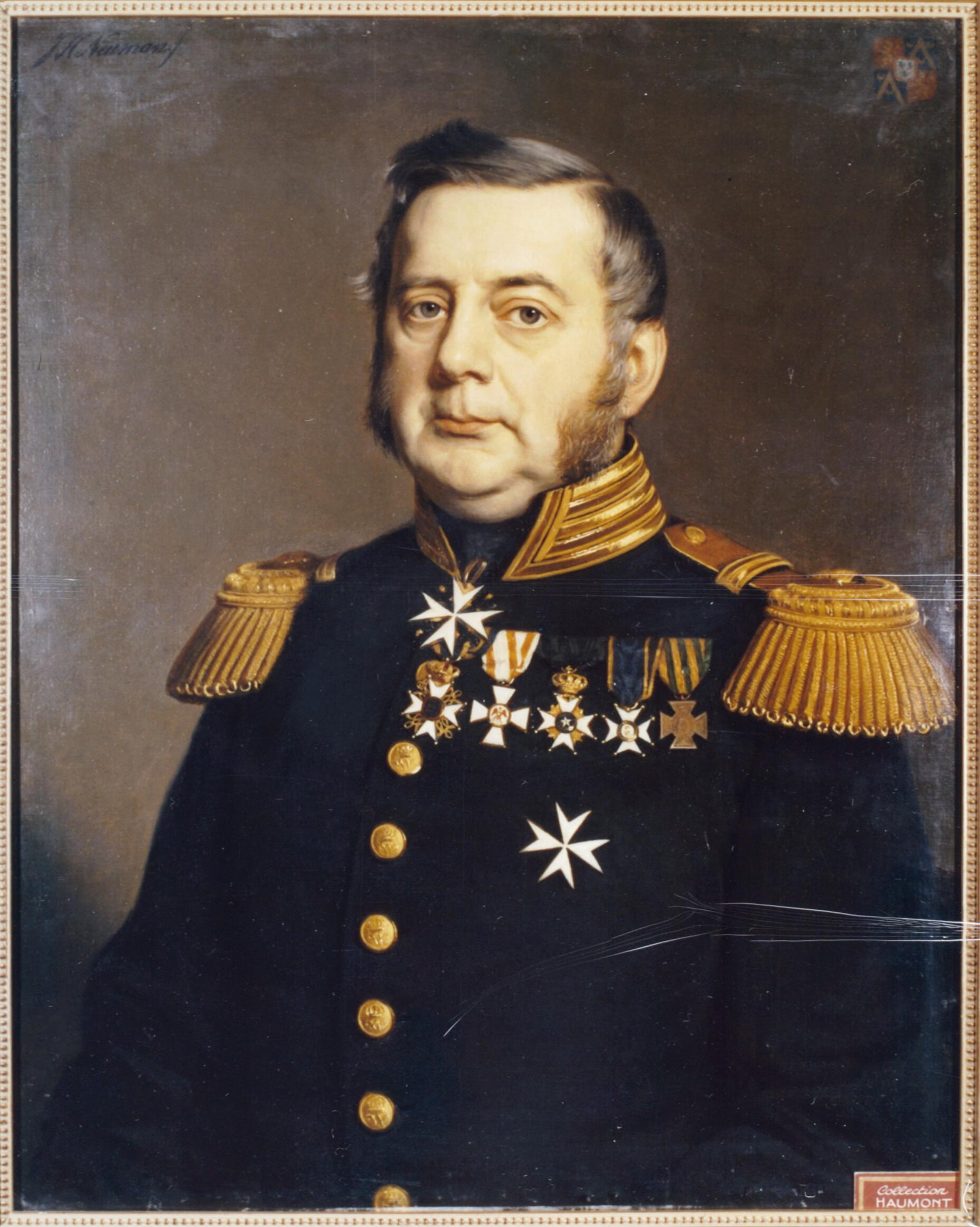
Mr. W.J. baron d'Ablaing van Giessenburg

Willem Jan baron d'Ablaing van Giessenburg (Amsterdam, 1 juli 1812 - Den Haag, 1 april 1892) was een Nederlands ambtenaar en deskundige en publicist op het gebied van de Nederlandse adel.

## Biografie
D'Ablaing was lid van de familie D'Ablaing en werd geboren als zoon van het Eerste en Tweede Kamerlid Johan Daniël Cornelis Carel Willem baron d'Ablaing van Giessenburg (1779-1850) en diens eerste echtgenote Henriette Elisabeth Corver Hooft (1777-1826). Hij trouwde in 1845 met jkvr. Agneta Leopoldina Maria Boreel (1814-1864), lid van de familie Boreel en in 1879 met jkvr. Jacoba Margaretha Maria Rendorp van Marquette, vrouwe van Wijk aan Duin en Zee (1826-1909), lid van de familie Rendorp. Uit het eerste huwelijk werden zeven kinderen geboren.
D'Ablaing studeerde rechten te Utrecht tussen 1830 en 1836 en promoveerde daar in dat laatste jaar op De jure civili militis. Tijdens zijn studie was hij nog lid van het corps vrijwillige jagers van de Utrechtse hogeschool waarmee hij in 1830 naar Brussel trok om actief te zijn in de Belgische opstand. D'Ablaing trad daarna in dienst van de Raad van State en was vervolgens tot 1866 ambtenaar bij verschillende ministeries. Vanaf 1848 was hij ook lid en vanaf 1852 secretaris van de Hoge Raad van Adel. Zowel als lid van dat college als in zijn ambtelijke functies hield hij zich bezig met adelszaken. Op dat laatste gebied heeft hij belangrijke werken gepubliceerd die nog steeds als standaardwerken gelden.